# Antal Kovács
Antal Kovács (28 de maio de 1972, Paks, Tolna) é um judoca húngaro.
Foi eleito Esportista Húngaro do Ano em 1993 por ter ganho o Campeonato Mundial de Judô de 1993.